# Giovanni Legrenzi

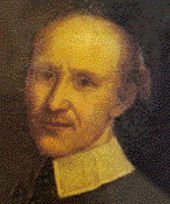
Giovanni Legrenzi

Giovanni Legrenzi (getauft 12. August 1626 in Clusone bei Bergamo; † 27. Mai 1690 in Venedig) war ein italienischer Komponist.

## Leben
Seine erste künstlerische Ausbildung erhielt Giovanni Legrenzi durch seinen Vater, Giovanni Maria Legrenzi, einen Geiger und Komponisten. Bereits mit 19 Jahren bekam Legrenzi 1645 eine Anstellung als Organist der Kirche Santa Maria Maggiore in Bergamo. Als er 1651 zum Priester geweiht worden war, wurde er dort auch als Seelsorger eingesetzt. Mit dem ebenfalls hier tätigen Kapellmeister Maurizio Cazzati pflegte er eine enge Zusammenarbeit. Ihre Triosonaten im Kirchensonatenstil wurden während der Messen aufgeführt.
Aus dieser Zeit stammen seine ersten Instrumentalwerke, die ihn gerade im Bereich der Triosonate als Vorgänger von Arcangelo Corelli zeigen.
1656 wurde Legrenzi als Kapellmeister an die Accademia dello Spirito Sancto nach Ferrara berufen. Dieses Amt hatte er bis 1665 inne. In Ferrara begann er auch unter dem Einfluss des Librettisten Ippolito Bentivoglio Opern zu komponieren. 1662 kam mit Nino il Giusto seine erste Oper zur Aufführung.
Legrenzi versuchte immer wieder, besser dotierte Ämter zu bekommen. Er bewarb sich vergeblich in Venedig (1665), Mailand (1669), Parma (1670) und Bologna (1671); das Amt eines Hofmusikers am französischen Hof nahm er aus gesundheitlichen Gründen nicht an. 1665 bewarb er sich vergeblich um eine Anstellung am Wiener Kaiserhof, möglicherweise als Nachfolger von Antonio Bertali.
Spätestens 1670 ließ sich Legrenzi in Venedig nieder, wo er als Nachfolger von Massimiliano Neri das Amt des Maestro di Musica am Ospedaletto antrat. Von 1671 bis 1681 hatte er zusätzlich die Leitung des Oratorio der Congregatione dei Filipini inne, für die er mehrere Oratorien vertonte. 1676 wechselte er vom Ospedaletto ans Ospedale dei Mendicanti, wo er bis 1683 ebenfalls das Amt des Maestro di Musica innehatte. Nach mehreren Jahren Unterbrechung nahm er ab 1675 die Opernproduktion wieder auf. 1683 wurde am Teatro San Salvatore in Venedig Giustino, seine erfolgreichste Oper, aufgeführt.
Nachdem er in einem Wettbewerb um die Stelle des Kapellmeisters am Markusdom Natale Monferrato unterlegen war, wurde er erst 1681 zum Vize-Kapellmeister ernannt; vier Jahre später, nach Monferratos Tod, avancierte er zum Kapellmeister. Unter Legrenzis Leitung vergrößerten sich Chor und Orchester erheblich; vor allem stellte er Streicher ein, wodurch sich der Klang von den Bläsern zugunsten der Streicher verschob.
Zu Legrenzis zahlreichen Schülern gehörten sein Großneffe Giovanni Varischino, dem er seinen gesamten musikalischen Nachlass vermachte, sowie vermutlich Antonio Lotti, Domenico Gabrielli, Francesco Gasparini, Antonio Caldara und möglicherweise der junge Antonio Vivaldi.

## Werke

### Bühnenwerke
- Nino, il Giusto (1662)
- L’Achille in Sciro (1663)
- Zenobio e Radamisto (1665)
- Il Cuor umano all’incanto (1673)
- La divisione del mondo (1675)
- Eteocle e Polinice (1675)
- Adone in Cipro (1676)
- Germanico sul Reno (1676)
- Totila (1677)
- Antioco il Grande (1681)
- Il Creso (1681)
- Lisimaco riamato da Alessandro (1682)
- Ottaviano Cesare Agusto (1682)
- Il Pausanias (1682)
- L’anarchia dell’imperio (1683)
- I due Cesari (1683)
- Giustino (1683)
- Publio Elio Pertinace (1684)
- Ifianassa e Melampo (1685)

### Oratorien
- Oratorio del giuditio (1665)
- Oratorio della passione (1671)
- Sedecia (1671)
- La creazione del mondo (1672)
- Sisara (1672)
- Moisè (1672)
- La vendita del cuor humano (oder Il prezzo del cuor humano) (1673)
- La morte del cor penitente (1673)
- San Giovanni Battista (1673)
- Adamo et Eva (1674)
- Gli sponsali d’Ester (1675)
- Decollatione di San Giovanni (1678)
- Erodiade (lib. Neri) (1687)
- Erodiade (lib. Piccioli) (1687)

### Werke mit Opuszahl
- Concerti Musicali per uso di Chiesa. Op. 1 (Venedig, Alessandro Vincenti, 1654)
- Sonata a due, e tre. Op. 2 (Venedig, Francesco Magni, 1655)
- Harmonia d’affetti Devoti a due, tre, e quatro, voci. Op. 3 (Venedig, Alessandro Vincenti, 1655)
- Sonate dà Chiesa, e dà Camera, Correnti, Balletti, Alemane, Sarabande a tre, doi violini, e violone. Libro Secondo. Op. 4 (Venedig, Francesco Magni, 1656)
- Salmi a cinque, tre voci, e due violini. Op. 5 (Venedig, Francesco Magni, 1657)
- Sentimenti Devoti Espressi con le musica di due, e tre voci. Libro Secondo. Op. 6 (Venedig, Francesco Magni detto Gardano, 1660 und 1665)
- Compiete con le Lettanie & Antifone Della B.V. a 5. voci. Op. 7 (Venedig, Francesco Magni detto Gardano, 1662)
- Sonate a due, tre, cinque, a sei stromenti. Libro 3. Op. 8 (Venedig, Francesco Magni, 1663)
- Sacri e Festivi Concerti. Messa e Salmi a due chori con stromenti a beneplacito. Op. 9 (Venedig, Francesco Magni Gardano, 1667)
- Acclamationi Divote a voce sola. Libro Primo. Op. 10 (Bologna, Giacomo Monti, 1670)
- La Cetra. Libro Quarto di Sonate a due tre e quattro stromenti. Op. 10 (Venedig, Francesco Magni Gardano, 1673)
- Cantate, e Canzonette a voce sola. Op. 12 (Bologna, Giacomo Monti, 1676)
- Idee Armoniche Estese per due e tre voci. Op. 13 (Venedig, Francesco Magni detto Gardano, 1678)
- Echi di Riverenza di Cantate, e Canzoni. Libro Secondo. Op. 14 (Bologna, Giacomo Monti, 1678)
- Sacri Musicali Concerti a due, e tre voci. Libro Terzo. Op. 15 (Venedig, Gioseppe Salla, 1689)
- Balletti e Correnti a cinque stromenti, con il basso continuo per il cembalo. Libro Quinto Postumo. Op. 16 (Venedig, Giuseppe Sala, 1691)
- Motetti Sacri a voce sola con tre strumenti. Op. 17 (Venedig, Giuseppe Sala, 1692)

Die Werksammlungen Acclamationi Divote a voce sola und La Cetra wurden beide als Opus 10 veröffentlicht.

## Aufnahmen
- Il Sedecia, Dynamic.
- Harmonie Veneziane, Alliance.
- Solo Cantatas, Capella Mauriziana, Antes 1993.
- La morte del cor penitente, Mario Cecchetti, Roberta Invernizzi, Elisabetta de Mircovich, Sonatori de la Gioiosa Marca, Divox 1996.